# دال دمگاه‌سفید
دال دمگاه‌سفید (نام علمی: Gyps bengalensis) گونه‌ای در بحران انقراض از تیرهٔ بازان است. این نوع کرکس تا دهه ۱۹۹۰ در تعداد بسیار زیاد در مناطق جنوب و جنوب شرقی آسیا زندگی می‌کرد، به‌طوری‌که یکی از محققان در سال ۱۹۸۵ در توصیف آن گفته بود «ممکن است پرجمعیت‌ترین پرندهٔ شکاری بزرگ دنیا باشد» اما از میانه‌های دهه ۱۹۹۰ کاهش سریع جمعیت آن آغاز شد به‌طوری‌که جمعیت آن از چندین میلیون عدد در اوایل دهه ۱۹۹۰ به ۳ تا ۱۵ هزار در دهه ۲۰۰۰ کاهش یافت. دلیل اصلی این کاهش سریع استفاده از داروی مسکن دیکلوفناک در دام‌های اهلی بود. دیکلوفناک برای دال پشت‌سفید فوق‌العاده سمی است و این کرکس‌ها با خوردن لاشه دام‌هایی که دیکلوفناک به آن‌ها تزریق شده از بین می‌روند.
دال دمگاه‌سفید کرکسی میان‌جثه و تیره‌رنگ به طول ۷۵ تا ۸۵ سانتی‌متر است. این پرنده بومی کشورهای هند، پاکستان، نپال، کامبوج، لائوس، تایلند، بوتان، برمه و جنوب ویتنام است. در چین و مالزی احتمالاً منقرض شده است و در جنوب شرقی ایران و افغانستان هم مشاهده شده اما حضور دائم آن در این دو کشور قطعی نیست.

طرح بال‌ها